# Dekra Certification
 (avril 2011).
Si vous disposez d'ouvrages ou d'articles de référence ou si vous connaissez des sites web de qualité traitant du thème abordé ici, merci de compléter l'article en donnant les références utiles à sa vérifiabilité et en les liant à la section « Notes et références ».
Dekra Certification est un organisme certificateur indépendant et accrédité au niveau international. Ses activités de certification, d'audit, de formation et de prix qualité s’étendent dans tous les secteurs d’activité. Elles concernent essentiellement le management de la qualité, le management environnemental, la santé et la sécurité au travail, la sécurité de l’information, le management des risques, la sécurité alimentaire, la qualité de service et les compétences de personnes.
Avec plus de 23 000 certificats, Dekra Certification intervient aussi bien pour des PME que pour les collectivités locales et les groupes internationaux dans des domaines aussi divers que l’industrie, l’automobile, l’aéronautique, le commerce et les services, le bâtiment, le transport et la logistique, la collecte des déchets, l’agro-alimentaire, la santé, les biens de consommation, les produits et dispositifs médicaux.

## Histoire et structure
Dekra Certification a été créée en 1992. Elle est une filiale du groupe Dekra prestataire de services au niveau international fondé en 1925 et dont le siège est basé à Stuttgart en Allemagne.
Dekra Certification est rattachée à un des trois grandes divisions du groupe Dekra : Dekra Industrial (ex-Norisko), qui propose également des prestations de contrôle d’équipements industriels, des prestations dans le cadre environnemental et des expertises immobilières et de matériaux de construction et de fabrication.

## Chiffres clés
Dekra Certification est présente dans 28 pays en Europe, mais aussi en Amérique du Nord, en Afrique du Sud et en Chine.
Elle s’appuie sur un réseau de 1 000 auditeurs au service de 22 000 clients répartis dans tous les secteurs d’activités. L'entreprise est accréditée par le DAkkS — organisme d’accréditation allemand équivalent du COFRAC — et l’IATF ; elle est reconnue par l’IAF (International Accreditation Forum) ; les certificats émis ont ainsi une portée internationale.
Elle est également accréditée par l’UNIFE (Union of the European Railway Industries) pour la certification IRIS. Ses résultats sont en constante augmentation, elle a réalisé en 2010 un chiffre d’affaires de 115 millions d’euros.
| Année | Chiffre d'Affaires (en million d'euros) |
| ----- | --------------------------------------- |
| 2001  | 16,2                                    |
| 2002  | 17,7                                    |
| 2003  | 20,4                                    |
| 2004  | 22,9                                    |
| 2005  | 24,8                                    |
| 2006  | 27,0                                    |
| 2007  | 30,4                                    |
| 2008  | 31,2                                    |
| 2009  | 93,7                                    |
| 2010  | 115                                     |
| 2011  | 123                                     |

## Filiales

### DEKRA Certification France
La filiale française de DEKRA Certification est créée en 1999 à Nancy.
La société fusionne en 2011 avec Kema Quality France. Elle obtient en 2012 l'accréditation COFRAC ISO 17021 (certification ISO 9001, ISO 14001 et ISO 22000).
DEKRA Certification France réalise 4,06 millions d'euros de chiffre d’affaires en 2015 et compte 29 salariés.